# Erioptera (Erioptera) nitidiuscula
Erioptera (Erioptera) nitidiuscula is een tweevleugelige uit de familie steltmuggen (Limoniidae). De soort komt voor in het Afrotropisch gebied.